# William Jones (polityk)
William Jones (ur. 1760 w Filadelfii, zm. 6 września 1831 w Bethlehem) – amerykański polityk.

## Życiorys
Urodził się w 1760 roku w Filadelfii. Po ukończeniu nauki, wziął udział w amerykańskiej wojnie o niepodległość, w której był członkiem oddziałów ochotniczych. Przez pewien czas mieszkał w Karolinie Południowej, lecz powrócił do Pensylwanii. W 1801 roku został wybrany do Izby Reprezentantów z ramienia Partii Demokratyczno-Republikańskiej. W izbie niższej zasiadał przez dwa lata. Dziesięć lat później, prezydent James Madison mianował go sekretarzem Marynarki Wojennej. Stanowisko to piastował do 1814 roku. W latach 1816–1819 pełnił funkcję prezesa Drugiego Banku Stanów Zjednoczonych. Pod koniec lat 20. XIX wieku pracował jako urzędnik celny. Zmarł 6 września 1831 roku w Bethlehem.